# Bolesław Przybyszewski

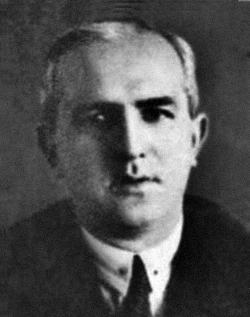
Bolesław Przybyszewski

Bolesław Przybyszewski (anhörenⓘ) (russisch Болеслав Станиславович Пшибышевский; * 22. Februar 1892 in Berlin; † 21. August 1937 in Moskau) war Sohn des polnischen Schriftstellers Stanisław Przybyszewski aus seiner Liaison mit Martha Foerder. Er war Musikwissenschaftler, Pädagoge, 1929 bis 1931 Direktor des Moskauer Konservatoriums, 1920 bis 1933 Mitglied der KPdSU und Opfer der Stalinschen Säuberungen. 
Nach dem Selbstmord seiner Mutter, die sich am 9. Juni 1896 nach der Heirat Przybyszewskis mit Dagny Juel umbrachte, wurde er bei den Eltern seines Vaters, zuerst in Łojewo bei Inowrocław (deutsch Hohensalza), dann in Wągrowiec (deutsch Wongrowitz) bei den Eltern seines Vaters erzogen, während seine Schwestern in ein Waisenheim kamen. Er wurde von seinem leiblichen Vater als Sohn erst 1905 anerkannt.
1912 kam er nach Warschau, wo er Klavierspiel und Komposition studierte. Während des Ersten Weltkriegs als preußischer Staatsangehöriger nach Russland verschleppt, wurde er in der Stadt Orsk in der Oblast Orenburg angesiedelt. Dort heiratete er Emilia Ottowna Niedecker, die Tochter des zaristischen Oberstleutnants Otto Niedecker. 
Nach der Oktoberrevolution wurde er aktiver Kommunist. Er hielt Vorlesungen an der Moskauer Kommunistischen Universität der nationalen Minderheiten des Westens, 1929 wurde er zum Direktor des Moskauer Konservatoriums ernannt. 
Auf seine Initiative wurde am 2. Februar 1931 das Moskauer Konservatorium in Höhere Musikalische Hochschule „Felix Kohn“ umbenannt. Der ideologisch besessene Przybyszewski forcierte den Unterricht kommunistischer Ideologie auf Kosten der musikalischen Lehrgegenstände. Nach seinem Rücktritt kehrte das Moskauer Konservatorium schon am 16. Oktober 1932 zu seinem ursprünglichen Namen zurück. 
Als Homosexueller angeklagt, wurde er festgenommen und arbeitete als Gulag-Häftling vom Dezember 1933 bis 7. Januar 1936 am Bau des Weißmeer-Ostsee-Kanals mit. Erneut am 1. März 1937 im Rahmen der Stalinschen Säuberungen festgenommen, wurde er am 21. August 1937 unter dem Vorwurf von Spionage und Vorbereitung von Terrorakten vom Militärkollegium zum Tode verurteilt. Er wurde am gleichen Tag hingerichtet und auf dem Donskoi-Friedhof bestattet. 
Er wurde am 15. September 1956 gerichtlich rehabilitiert. Seine Ehefrau Emilie wurde ebenfalls 1937 festgenommen und wurde 1945 mit Wirbelsäulentuberkulose aus dem Straflager freigelassen. Sie starb 1956.